# گذرگاه حافظه
گذرگاه حافظه (به انگلیسی: Memory bus) گذرگاهی در رایانه است که حافظهٔ اصلی را به کنترلگر حافظه وصل می‌کند. این گذرگاه از مجموعه‌ای سیم یا رسانا تشکیل شده است که آدرس‌های حافظه و داده را به/از حافظهٔ اصلی رایانه انتقال می‌دهد. در گذشته، انتقال داده بین این دو بخش از طریق گذرگاه‌های عام منظوره همانند VMEbus و S-100 انجام می‌شد. اما به منظور کاهش تأخیر، گذرگاه‌های حافظهٔ مدرن به گونه‌ای طراحی می‌شوند که مستقیماً به مدارهای مجتمع DRAM وصل شوند. به عنوان نمونه، می‌توان به نسل‌های گوناگون SDRAM و همچنین گذرگاه‌های نقطه به نقطه همانند SLDRAM و RDRAM اشاره کرد.
گذرگاه حافظه شامل دو بخش است: گذرگاه داده و گذرگاه آدرس. در بسیاری از موارد، هنگامی که صحبت از گذرگاه حافظه است، به طور ضمنی گذرگاه حافظه مورد نظر است، که محتوای داده را به/از حافظه اتقال می‌دهد. گذرگاه آدرس برای انتخاب آدرسی از حافظه است که داده طی فرایند خواندن یا نوشتن در آن آدرس قرار خواهد داشت.
گذرگاه داده مشابه یک بزرگراه است. یک بزرگراه، هر چه پهن‌تر باشد، ماشین‌های بیشتری به طور همزمان در آن می‌توانند حرکت کنند. پهنای گذرگاه داده بر اساس بیت رایانه سنجیده می‌شود. سرعت این گذرگاه توسط پالس‌های پردازنده تعیین می‌شود.
از طرفی دیگر، پهنای گذرگاه حافظه میزان آدرس پذیری حافظه را تعیین می‌کند.